# Daniel Barenboim

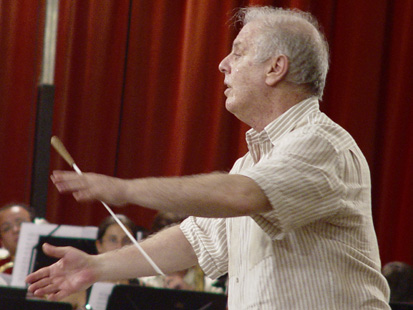
Daniel Barenboim.

Daniel Barenboim, född 15 november 1942 i Buenos Aires, Argentina, är en betydande argentinsk-israelisk dirigent och pianist.
Han var ledare för Orchestre de Paris 1975–1989, för Chicago Symphony Orchestra 1991–2006 och är ledare för Staatsoper Unter den Linden Berlin sedan 1992.
Barenboim erhöll sin utbildning till pianist av sin far, professor Enrique Barenboim, och har också studerat för Nadia Boulanger, Edwin Fischer och Igor Markevitch. Han debuterade i Buenos Aires som sjuåring och vid nio års ålder spelade han Bachs konsert i d-moll med orkester i Salzburg. Från 1954 har han turnerat regelbundet som pianist och dirigent i USA och Europa, där han bland annat brukat delta i Edinburgh-festivalen.
Han har även lyckats med två stora transkulturella bedrifter: att i Israel dirigera Richard Wagner, som på grund av sina antisemitiska åsikter länge varit kontroversiell att spela där, samt att bilda en orkester bestående av både judar och palestinier.
Åren 2009, 2014 och 2022 dirigerade han Wienerfilharmonikerna i den traditionella nyårskonserten från Wien. Bland hans talrika utmärkelser märks Gyllene Goethemedaljen 2001 och Léonie Sonnings musikpris 2009. 
Barenboim var gift med cellisten Jacqueline du Pré från 1967 fram till hennes död 1987. Sedan 1988 är han gift med den ryskfödda pianisten Elena Bashkirova.

## Eftermäle
Asteroiden 7163 Barenboim är uppkallad efter Daniel Barenboim.